# C'est peut-être pas l'Amérique
Chansons représentant le Luxembourg au Concours Eurovision de la chanson
Papa Pingouin
(1980) Cours après le temps
(1982)
C'est peut-être pas l'Amérique est une chanson interprétée par le chanteur français Jean-Claude Pascal pour représenter le Luxembourg à l'Eurovision de 1981 qui se déroulait à Dublin en Irlande. Jean-Claude Pascal en a co-signé les paroles avec Sophie Makhno et la musique avec Jean-Claude Petit.

## Thème de la chanson
La chanson C'est peut-être pas l'Amérique fait l'éloge de l'Europe et de son mode de vie, avec Jean-Claude Pascal chantant que « l'Amérique n'est pas tout » en expliquant qu'il préfère les vents du sud de la France et la musique qu'il entend là-bas. Jean-Claude Pascal a également enregistré la chanson en allemand, intitulée Heut' ist vieles sehr amerikanisch (« Aujourd'hui, la plupart des choses sont très américaines »).

## À l'Eurovision
Elle est intégralement interprétée en français, une des langues nationales du Luxembourg, comme l'impose la règle entre 1977 et 1998.
Jean-Claude Pascal était, avec Lys Assia, Gigliogla Cinquetti, Anne-Marie David (Luxembourg/France), Izhar Cohen (Israël), Johnny Logan (Irlande) et Charlotte Perrelli (Suède), l'un des rares gagnants de l'Eurovision à revenir au concours depuis sa création en 1956, ayant déjà remporté le grand prix en 1961 pour le Luxembourg avec la chanson Nous les amoureux.
Il s'agit de la quatrième chanson interprétée lors de la soirée, après Lena Valaitis qui représentait l'Allemagne avec Johnny Blue et avant Hakol Over Habibi (en) qui représentait Israël avec Halayla (en). À l'issue du vote, elle a obtenu 41 points, se classant 11e sur 20 chansons,.

## Liste des titres
France 45 tours
| No | Titre                          | Durée |
| -- | ------------------------------ | ----- |
| 1. | C'est peut-être pas l'Amérique | 2:51  |
| 2. | Car tu es la musique           | 3:27  |

## Classement

### Classements hebdomadaires
| Classement (1981) | Meilleure position |
| ----------------- | ------------------ |
| France (IFOP)     | 56                 |